# Royal Flying Corps
El Royal Flying Corps (RFC) fou la branca de l'aire de l'exèrcit britànic durant bona part de la Primera Guerra Mundial. Fou creat el 13 de maig de 1912 com a successor de l'Air Battalion Royal Engineers, el batalló d'aviació del cos d'enginyers de l'exèrcit, la primera unitat d'aviació de les forces armades britàniques. A final de 1912 disposava de 12 globus aerostàtics tripulats i 36 caces biplans. El Royal Flying Corps disposava inicialment de dues branques, una terrestre i l'altra naval, però la Royal Navy, amb prioritats diferents que l'exèrcit de terra, separà oficialment la branca naval l'1 de juliol de 1914, que es convertí en la Royal Naval Air Service (RNAS). L'1 d'abril de 1918, el RFC i el RNAS es tornaren a unir per formar un nou cos, la Royal Air Force (RAF).